# Erotska asfiksija
Erotska asfiksija je naziv za postupak kojemu je namjerno ograničiti dotok kisika u mozak u svrhu postizanja, odnosno pojačavanja seksualnog zadovoljstva. Postupak može provoditi sama osoba koja se guši, i tada se naziva autoerotska asfiksija. Sklonost prema takvim postupcima se naziva asfiksiofilija.
Asfiksiofilija se smatra parafilijom, iako je neki članovi BDSM zajednice smatraju redovnim, iako po život prilično riskantnim, dodatkom svom seksualnom životu. 

## Vanjske poveznice
- Informational Portal about Autoerotic Asphyxiation Syndrome
- BBC News story about the death of Stephen Milligan
- Well Hung: Death By Orgasm
- Jenkins AP. When Self-Pleasuring Becomes Self-Destruction: Autoerotic Asphyxiation Paraphilia  Arhivirana inačica izvorne stranice od 7. prosinca 2006. (Wayback Machine)
- Turvey B. "An Objective Overview of Autoerotic Fatalities"
- The Medical Realities of Breath Control Play By Jay Wiseman
- Breath Control Play by Vamp